# Tupistra urceolata
Tupistra urceolata är en sparrisväxtart som beskrevs av Noriyuki Tanaka och Walter John Emil Kress. Tupistra urceolata ingår i släktet Tupistra och familjen sparrisväxter. Inga underarter finns listade i Catalogue of Life.